# Loi de probabilité de Borel
Pour les articles homonymes, voir Borel.
Ne doit pas être confondu avec Loi du zéro-un de Borel.
La loi de probabilité de Borel est une loi de probabilité discrète qui intervient notamment dans l'étude des processus de branchement et dans la théorie des files d'attente. Elle porte le nom du mathématicien français Émile Borel.

## Définition
Une variable aléatoire discrète X suit la loi de probabilité de Borel, de paramètre m ∈ [0,1] si sa fonction de masse est donnée par
{\displaystyle f(k;m)=\mathbb {P} (X=k)={\frac {e^{-mk}(mk)^{k-1}}{k!}}~~~\forall k=1,2,\dots }

## Lien avec les processus de Bienaymé-Galton-Watson
Si un processus de Bienaymé-Galton-Watson a une loi de reproduction Poisson avec moyenne m ∈ [0,1], alors le nombre total d'individus, après extinction, suit une loi de Borel de paramètre m.
Plus précisément, soit X le nombre total d'individus d'un processus de Bienaymé-Galton-Watson de loi de reproduction non-dégénérée, critique ou sous-critique μ. Il existe une correspondance entre X et un certain temps d'arrêt d'une marche aléatoire,, qui donne la relation suivante
{\displaystyle \mathbb {P} (X=k)={\frac {1}{k}}\mathbb {P} (S_{k}=k-1)~~~\forall k=1,2,\dots }
où Sn = Y1 + … + Yk et Y1 … Yk sont des variables aléatoires indépendantes identiquement distribuées dont la loi commune est μ. Dans le cas où μ suit une loi de Poisson de paramètre m ∈ [0,1], la variable aléatoire Sk suit une loi de Poisson de paramètre mk ce qui conduit bien à la fonction de masse d'une loi de Borel.
Puisque la n-ième génération d'un processus de Bienaymé-Galton-Watson a une taille moyenne mn -1, la moyenne de X est égale à
{\displaystyle \sum _{i=0}^{\infty }m^{i}=\left\{{\begin{array}{ll}{\frac {1}{1-m}}&{\text{ si }}m<1,\\+\infty &{\text{ si }}m=1.\end{array}}\right.}

## Interprétation de la théorie des files d'attente
Dans une file d'attente M / J / 1 avec un taux d'arrivée m et un temps de service commun 1, la distribution d'une période d'occupation typique de la file d'attente suit une loi de Borel de paramètre m.

## Propriétés
Si Pm désigne la loi de probabilité de Borel de paramètre 0<m<1, alors la loi biaisée par la taille associée est définie par
{\displaystyle P_{m}^{*}(k)=(1-m)kP_{m}(k)=(1-m){\frac {e^{-mk}(mk)^{k-1}}{(k-1)!}}~~~\forall k=1,2,\dots }
Aldous et Pitman montrent que
{\displaystyle P_{m}(k)={\frac {1}{m}}\int _{0}^{m}P_{\lambda }^{*}(k)\,d\lambda .}
En d'autres termes, cela signifie qu'une variable aléatoire suivant une loi de Borel(m) a la même distribution qu'une variable aléatoire suivant une loi de Borel(mU) biaisée par la taille, où U est uniformément distribuée sur [0,1].
Cette relation conduit à diverses formules utiles, notamment
{\displaystyle \operatorname {E} \left({\frac {1}{X}}\right)=1-{\frac {m}{2}}.}

## Loi de Borel – Tanner
La loi Borel – Tanner généralise la loi Borel. Soit n un entier strictement positif. Si X1 , X2 , … Xn sont indépendants et suivent chacune une loi de Borel de paramètre m, alors leur somme W = X1 + X2 + … + Xn suit une loi de Borel – Tanner de paramètres m et n,,. Cela correspond au nombre total d'individus dans un processus de Bienaymé-Galton-Watson de loi de reproduction Poisson(m) commençant par n individus à la première génération.  Cela correspond aussi au temps nécessaire à une file d'attente M / D / 1 pour se vider en commençant par n emplois dans la file d'attente. Le cas n = 1 correspond simplement à la loi de Borel définie ci-dessus.
On peut généraliser la correspondance discutée précédemment avec une marche aléatoire. Cela donne,
{\displaystyle \mathbb {P} (W=k)={\frac {n}{k}}\Pr(S_{k}=k-n)~~~\forall k=n,n+1,\dots }
où Sk suit une loi de Poisson(km). Par conséquent, la fonction de masse de W est donnée par
{\displaystyle f(k;m,n)=\mathbb {P} (W=k)={\frac {n}{k}}{\frac {e^{-mk}(mk)^{k-n}}{(k-n)!}}~~~\forall k=n,n+1,\dots }